# Paragryllacris
Paragryllacris is een geslacht van rechtvleugeligen uit de familie Gryllacrididae. De wetenschappelijke naam van dit geslacht is voor het eerst geldig gepubliceerd in 1888 door Brunner von Wattenwyl.

## Soorten
Het geslacht Paragryllacris omvat de volgende soorten:
- Paragryllacris combusta Gerstaecker, 1860
- Paragryllacris fissa Karny, 1929
- Paragryllacris griffinii Hebard, 1922
- Paragryllacris nigrosulcata Karny, 1929